# Khonds
Els khonds o kandhs (खोंड) són una ètnia adivasi (aborigen) de l'Índia d'origen dràvída que viu principalment a Orissa i Andhra Pradesh.

## Divisions
Les seves principals divisions són els kutia (muntanyesos khonds) i els khonds de la plana. Donen el nom a la regió dels Khondmals (Kandh-mals). S'anomenen a si mateixos kuilokes (singular kuiuloka) o kuienjus, possiblement derivat de l'arrel "ku" que vol dir muntanya en telugu. Dominaven gran part d'Orissa abans de l'arribada dels oriyes. Els rages de Kalahandi acostumaven a casar-se amb una dona khond i tenien altres detalls relacionats amb aquest poble; molts zamindars d'Orissa eren khonds.

## Particularitats
Els khonds no són endogàmics. Es divideixen en dues divisions principals: els kutia khonds, muntanyesos i que han conservat els seus costums primitius; i els khonds de la plana influenciats per l'hinduisme. Són caçadors i recol·lectors i cacen i mengen en comunitat; cuinen amb oli de llavors vegetals; utilitzen diverses plantes medicinals. El matrimoni es fa entre adults, i es paga un preu per la núvia generalment entre una i dues dotzenes de caps de bestiar, si bé reduït a dos o tres caps entre els més pobres que pagaven a més una rúpia per cada cap no aportat. La cerimònia consistia en una processó de la casa de la núvia a la del nuvi seguit d'una sèrie de cerimònies poc espectaculars però altament simbòliques. Les relacions sexuals abans dels matrimoni són permeses excepte entre parents; els germans petits del nuvi tenien dret a gaudir sexualment de la núvia fins que es casaven.
Els morts eren generalment enterrats però modernament la cremació ha substituït aquesta pràctica. Quan eren enterrats es colgaven també l'arc i fletxes del difunt i una moneda de coure. Creuen que les animes dels morts retornen com a infants. Alguns porten noms com Majhian Budhi, que vol dir "antiga dona cap del poble" perquè suposen que és la seva reencarnació, havent canviat de sexe. Als cinc o sis anys es fa el sacrifici d'un porc o cabra com a marca de respecte a l'antecessor del que suposen és la reencarnació.
El major Samuel Charters Macpherson, per mitjà de regals, títols, prebendes, i altres hàbils elements va aconseguir la plena submissió dels khonds. Les seves paraules són encara d'aplicació arreu: "la seva lleialtat va lligada a la nostra habilitat per exercir sobre ells de forma benèfica i acceptable la sobirania; ens mostraran lleialtat a canvi d'avantatges que tinguin la forma i l'esperit de les seves idees bàsiques i els seus desigs socials". Els khonds es van mostrar ràpidament interessats en el coneixement, afavorint escoles i mantenint-les ells mateixos. La darrera gran revolta khond va tenir lloc el 1882 a Kalahandi, causada pels greuges amb la casta kolta que havien humiliat a alguns caps; un bon nombre de koltes foren assassinats i oferts com a sacrifici (ja morts, però almenys en un cas directament mort com a sacrifici humà o meriah al deu de la terra). La revolta fou reprimida pels britànics amb certa facilitat.
Parlen la llengua kui, dravídic, emparentat al telugu del que és mer proper que el gondi dels gonds. L'Enciclopèdia Britànica del 1911 els considera una barreja de dravídics i aris.
La seva idea del govern és patriarcal i la família està dirigida pel pare; els fills no tenen propietats mentre viu el pare, amb el que viu junt a la seva dona i fills. Diverses famílies originades en un pare comú formen un clan; el cap tribal generalment és el cap de família més vell. Segons la seva concepció l'estat de guerra existeix amb tots els veïns amb els quals no s'ha fet un acord específic. La revenja de sang dels parents era norma però podia ser substituïda per un pagament en gra o bestiar. Els lladres eren expulsats de la tribu, cosa que era el càstig més gran; quan una nissaga s'extingia els seus terrenys eren repartits entre les altres nissagues del poblat.
Per el combat els khonds s'adornaven com si fossin cavallers medievals. les seves guerres antigues es lliuraven combatent un dia rere l'altra fins que un dels dos bàndols quedava exterminat. La seva arma principal era una espasa corbada, arc i fletxes, i l'ona. No utilitzaven escuts.
El seu sistema agrícola era a mig camí entre el sistema de cultiu migratori i el sistema de cultiu establert com el de l'Indus. D'una part cremen només una part de la selva per fer-hi algunes collites i després cremen altres camps; el pare i el fill mai cultiven la mateixa terra; quan les terres s'esgoten les abandonen; tenien el costum de deixar els seus llogarets cada 14 anys.
El sistema de casta era desconegut en la seva cultura i (com els santals) els matrimonis entre parents, fins i tot entre la mateixa tribu, estaven prohibits. Les bodes consistien a portar a la núvia a un banquet; el pare del nuvi pagava el preu de la dona; generalment s'escollia una dona forta i més gran que el noi i així els adolescents (10 a 15 anys) es casaven amb dones de 40 anys; la dona passava a ser servidora a casa del seu sogre fins que el noi havia crescut i podien formar família; mentre vivia la primera dona un khond no es podia casar amb una segona excepte si la primera ho consentia.

## Religió i sacrificis

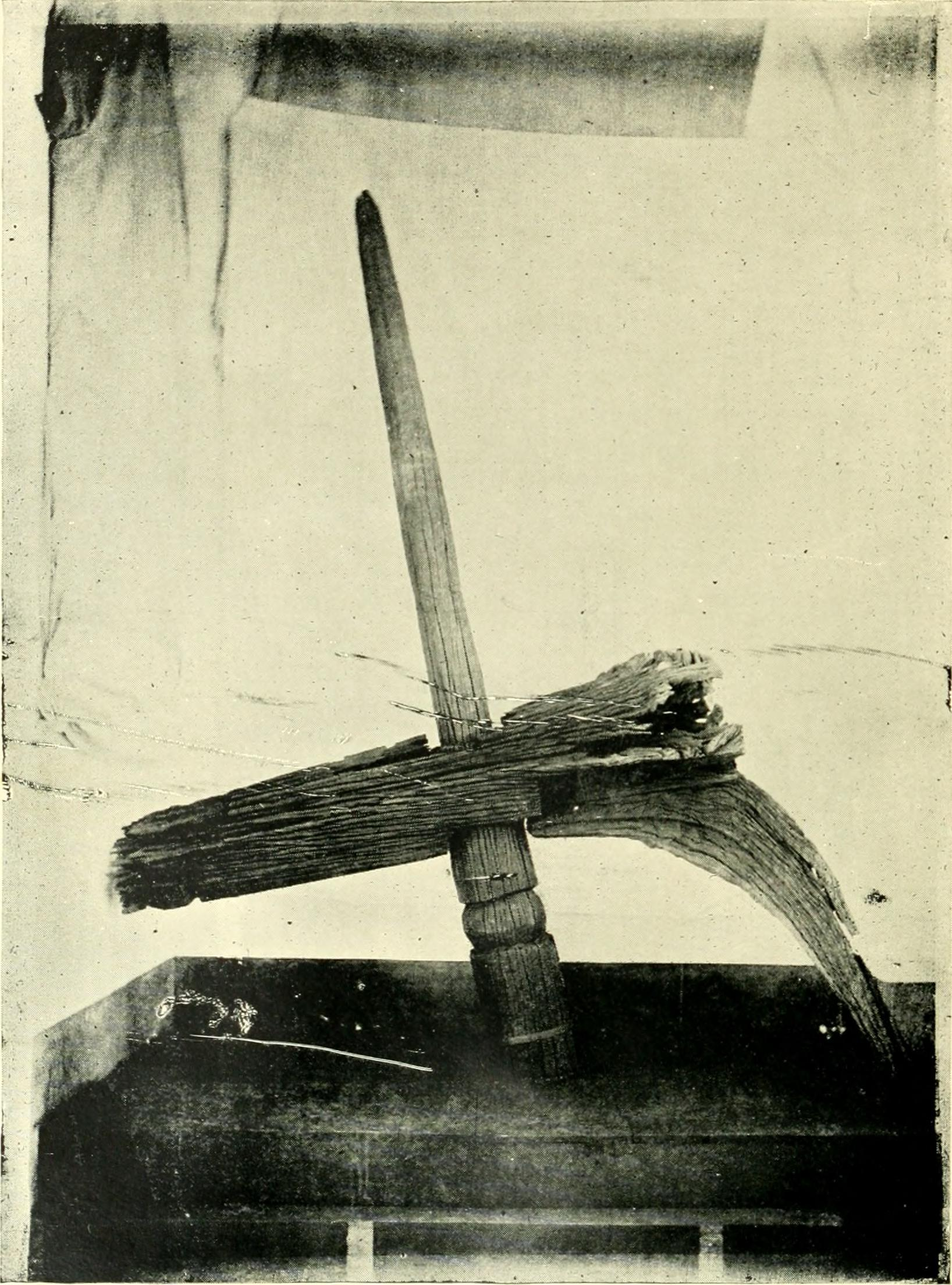
Estaca dels sacrificis humans dels Khonds.

La seva religió és animista i el seu panteó inclou 83 o 84 déus, dels quals Dharni Deota, el déu de la terra, és el principal. Generalment està acompanyat de Bhatbarsi Deota, deu de la cacera. El deu de la terra és representat per una peça rectangular de fusta enterrada, mentre Bhatbarsi es posa al seu peu en forma de pedra granulada. 83 deus. El deu principal és el deu-terra que representa a l'energia i la natura; era a aquest deu que dues vegades l'any es feien sacrificis humans fins al 1845.
Anualment celebren festivals marcant les dates en què es comença a menjar l'arròs de la collita; una vegada cada quatre o cinc anys un búfal s'ofereix com a sacrifici al deu de la terra (antigament el sacrifici era humà); l'animal ha estat criat pel sacrifici i gaudeix de bona alimentació i llibertat de pastura. La pedra que representa Bhatbarsi és examinada periòdicament i quan el granulat augmenta es considera que és el moment del sacrifici. En alguns llocs com a Kalahandi el sacrifici és un anyell i es fa una vegada a l'any, i les seves restes són repartides pels pobles i enterrades als camps com a agent diví de fertilització. Els khonds adoren els seus arcs i fletxes abans de sortir de cacera i creuen que cada muntanya i cada vall té el seu deu propi que ha de ser propiciat amb la promesa de sacrifici abans d'entrar-hi o els animals s'amagaran del caçador o s'escaparan.
Els khonds tradicionalment no es dediquen a més activitats que les de la vida domestica, la cacera i abans la guerra (encara avui alguns lluiten avui amb els comunistes). Se'ls considera bons cultivadors però modernament massa aficionats al beure.
Els sacrificis humans (meriah) en teoria servien per fertilitzar la terra. El sacrificat havia d'haver estat comprat. Rarament la víctima era un khond, si bé en temps de dificultats alguns khonds havien de vendre als seus fills que llavors podien ser comprats per la meriah; qualsevol persona de qualsevol raça, edat o sexe era acceptat pel sacrifici si havia estat comprat. Els comprats eren ben tractats fins al dia de l'execució, i les dones destinades al sacrifici encoratjades a ser mares. El 1835 els britànics van prohibir aquestes pràctiques. Després de diversos consells tribals, les víctimes que tenien preparades pel sacrifici foren ofertes com a regal al sou sobirà (el rei d'Anglaterra), i els britànics van vigilar que no fossin comprades noves víctimes; el segrest de persones per dedicar-les a sacrificis humans fou declarada ofensa capital susceptible de pena de mort. Entre 1837 i 1845 es va aconseguir eliminat el problema. El 1845 els britànics van crear l'agència Meriah per posar fi a aquestes pràctiques arreu; els Khondmals foren cedits als britànics pel raja de Baud i posats sota administració d'un tahsildar amb una força de policia, que va exercir un sever control. Els sacrificis d'animals foren autoritzats al seu lloc.

## Demografia
Als seus llogarets hi vivien gent de castes inferiors no khonds, que no tenien dret a terres, els quals feien les feines més brutes, com portar aigua, teixir, ferrers, terrissers, ramaders i destil·ladors, amb caràcter hereditari. Eren ben tractats i una part del menjar era per a ells, però no podien pujar a l'escala social ni un khond podia fer les seves tasques; un khond no podia menjar els aliments preparats per aquesta gent. Aquests pàries es creu que eren la raça que els khonds van trobar a les zones on foren empesos pels aris en les que es van establir. Els britànics els van considerar iguals als serfs i el nivell més baix socialment de l'Índia. Aquesta gent estaven encarregats fins a la meitat del segle xix d'aportar a aquells destinats als sacrificis humans.
Segons les estadístiques britàniques els khonds el 1881 eren:
- A la presidència de Madras (a part del modern estat d'Andhra Pradesh): 205,045
- A les Províncies Centrals (avui part de Chhattisgarh): 147.768
- A Orissa (1872) 77.192

O sigui en total uns 430.000.
Segons el cens del 1901 hi havia 701.198 khonds dels que més de 500.000 eren animistes i una quantitat similar parlava únicament el khond, khand o kui. El lloc amb major concentració de khonds era l'antic principal de Kalahandi de vegades anomenat Kondhan.
De les races no àries de l'Índia oriental (khonds, kols i savars o sauars) només els darrers són esmentats ja en època clàssica per Plini i Claudi Ptolemeu (suari, saharae) els quals eren veïns dels khonds.